# Bab Kisan
Bab Kisan (àrab: بَابُ كِيسَانَ, Bāb Kīsān, ‘Porta de Kisan’) és una de les set portes de la ciutat antiga de Damasc, capital de Síria. La porta, que ara es troba a la part sud-est de la Ciutat Vella, va rebre el seu nom en memòria d'un esclau que es va fer famós durant la conquesta del califa Muàwiya.
La muralla va ser construïda durant l'època romana i estava dedicada a Saturn. Bab Kisan podria haver estat el lloc per on va escapar sant Pau. Amb algunes de les pedres originals de la porta romana, es va construir una petita capella dedicada a sant Pau darrere de Bab Kissan.

## Història

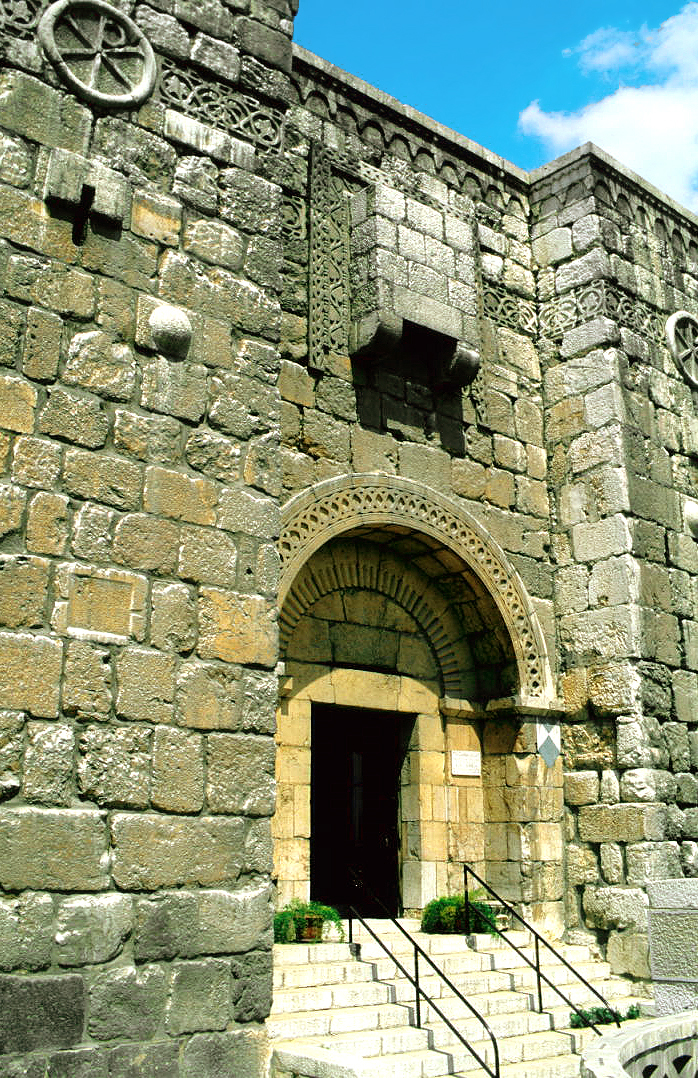
Entrada

Ibn Assàkir (m. 1176) i els altres autors àrabs que el van copiar consideraven Bab Kisan com una de les set antigues portes de la ciutat dedicades als planetes. Aquesta porta, a diferència de les altres, hauria conservat a la seva façana fins a l'època islàmica una representació (ṣūra) de Saturn, mentre que aquestes figures astrals havien desaparegut arreu.
L'antiguitat d'aquesta porta està confirmada pels relats del setge de Damasc el 635 pels exèrcits musulmans dirigits per Abu-Ubayda i Khàlid ibn al-Walid: Bab Kisan apareix llavors entre les portes de la ciutat romana. Aquest origen romà d'Orient (rūmī) és recordat pel geògraf àrab Ibn al-Faqih.

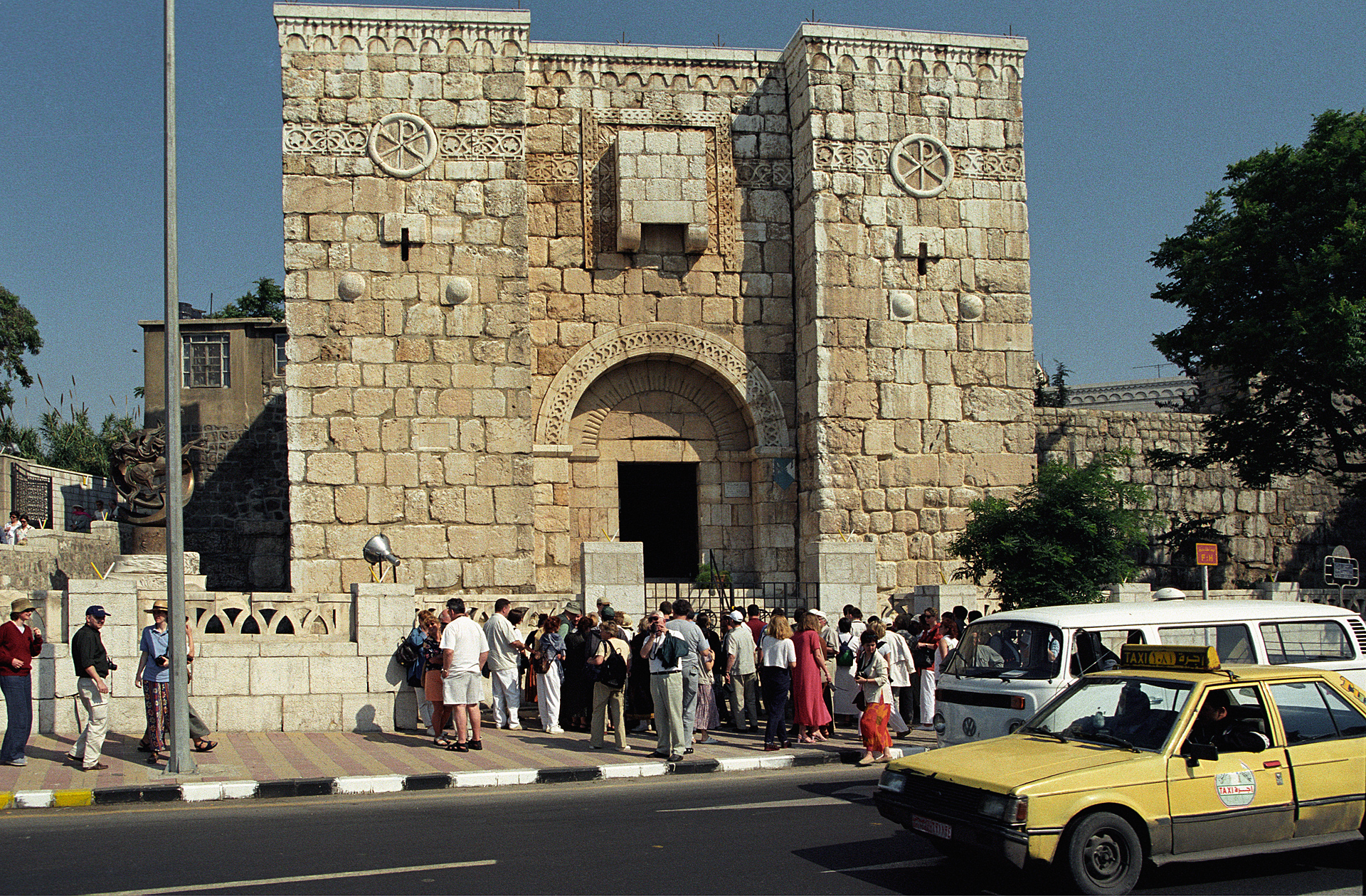
Bab Kisan

Al segle xii, a causa de la vulnerabilitat de la muralla en el sector de Bab Kisan, la porta va ser tapiada, i no serà fins al segle xiv, sota el domini mameluc, que tornarà a reobrir-se. Tanmateix la porta va ser novament tapada; els gravats del segle xix la mostren tapiada i enrunada.

## Relació amb sant Pau
Segons la Bíblia, Pau es va establir a Damasc després d'afirmar que havia presenciat una visió on Jesús era en un camí que duia a la ciutat (Ac 9:1-9). Després de romandre tres anys a Damasc, va anar a viure al regne nabateu (que ell anomena «Aràbia») durant un període desconegut. Després va tornar a Damasc, que en aquest moment estava sota el domini nabateu.
Al cap de tres anys més (Ga 1:11-24) es va veure obligat a fugir de la ciutat sota l'abric de la nit (Ac 9:23-25; 2 Cor 11:32) després de les reaccions contràries dels jueus que s'oposaven als seus ensenyaments. El van baixar des d'una finestra per la paret en una cistella, i amb l'ajuda dels seus deixebles cristians va fugir de nit cap a Jerusalem. Pau relata a la Bíblia que va ser per una finestra que va escapar d'una mort segura (2 Co 11:32-33).